# Distrito de Pacobamba
El Distrito de Pacobamba es uno de los 19 distritos de la Provincia de Andahuaylas  ubicada en el departamento de Apurímac, bajo la administración del Gobierno regional de Apurímac, en el sur del Perú.
Desde el punto de vista jerárquico de la Iglesia católica forma parte de la Diócesis de Abancay la cual, a su vez, pertenece a la Arquidiócesis de Cusco.

## Reseña histórica de Pacobamba
El nombre de Pacobamba proviene de dos voces quechuas, las cuales son: Pacco: brujo y Pampa: explanada, valle, quebrada. Paccopampa: Nombre original en quechua que denomina tierra donde habitan los brujos. En castellano Pacobamba.
Posteriormente lleva el nombre de San Miguel, con el que fue fundado por los primeros hacendados de Pomachaca a partir del cual se le denomina San Miguel de Pacobamba.
Antes del año 1944 este pueblo era una comunidad más de Huancarama, en esos años Huancarama era conocido por el "Leprosorio de Huambo", donde acudían pacientes de todo el país y también visitantes de otros países con fines de investigación de dicha enfermedad, que aún no tenía una cura.
Los comuneros de Huambo y otras comunidades pequeñas se reúnen y forman una comisión para viajar a la ciudad de Lima con idea de independizarse del Distrito de Huancarama, después de permanecer un mes en la capital regresaron con la noticia de que sí era posible crear un nuevo distrito. Entonces los pobladores de Huambo y Pacobamba como de otras comunidades elaboran un memorial dirigido al Congreso de Lima pidiendo la distritalización de Pacobamba a través de sus hijos Pacobambinos y Huambinos residentes en Lima.
En el año 1944 se crea el Distrito de Pacobamba a través del Decreto Ley N° 9910 durante el gobierno del presidente Manuel Prado Ugarteche.

## Límites
- Norte: Provincia de la Convención Cusco
- Sur: Distrito de Huancarama
- Este: Distrito de Huanipaca
- Oeste: Distrito de Kishuara

## Ubicación geográfica
El Distrito de Pacobamba se encuentra ubicado en el extreño oriental de la Provincia de Andahuaylas de la Región Apurimac con una extensión de 245,90 km cuadrados con variación de relieve de acuerdo a la altitud desde 1.100 m s. n. m. hasta 4,800 m s. n. m. Tiene una población calculada de 8,200 habitantes y se encuentra ubicada en la parte norte de la región además de encontrarse dividida en 13 comunidades campesinas y 11 anexos, los cuales forman tres centros poblados menores.
El Distrito de Pacobamba concentra el mayor movimiento productivo ya que se considera el primer Distrito en la producción de leche y derivados lácteos de la Provincia de Andahuaylas, políticamente y administrativamente pertenece tanto a la provincia de Abancay y Andahuaylas por esta razón y debido a la complejidad de su territorio y la numerosa población ha sido necesario a nivel regional descentralizar ciertas funciones entre ambas provincias.
Pacobamba se encuentra a una distancia de 74 km de Andahuaylas y a 64 km de Abancay.
La comunidad de Pacobamba se encuentra ubicada a la altitud media de 2730 m s. n. m. Esta pequeña población está ubicada entre los cerros Ausampara e Illichihua unido por una carretera que viene del Distrito de Huancarama hacia las comunidades de Huironay, Ccerabamba, Huascatay llegando hasta el inmenso río Pasaje.

## Capital
Su capital es el poblado de Pacobamba. Sus Comunidades son las siguientes:
- Pacobamba
- Cruzpampa
- Pumararcco
- Ccallaspuquio
- Huambo
- Huironay
- Ccerabamba
- AndinAa
- Huascatay
- Sirancay
- Tacmara
- Pasaje
- Chuspirca
- Pincurca
- Manzanapata

## Superficie
El distrito tiene un área de 245,9 km².

## Autoridades

### Municipales
| Período   | Nombre                         | Partido político                          |
| --------- | ------------------------------ | ----------------------------------------- |
| 2023-2026 | Efren Huarancca Urquizo        | Partido Democrático Somos Perú            |
| 2019-2022 | Edou Hurtado Ccorahua          | Movimiento Regional Llankasun Kuska       |
| 2015-2018 | Hebert Juárez Vera             | Unión por el Perú                         |
| 2011-2014 | Hercilio Ayquipa Hurtado       | Movimiento de Integración Kechwa Apurímac |
| 2007-2010 | Fredy Trocones Villcas         |                                           |
| 2003-2006 | Prof. Rómulo Pedraza Pacheco   |                                           |
| 1999-2002 | Simeón Palomino Ccolcca        |                                           |
| 1996-1998 | Cipriano Galindo Bárraga       |                                           |
| 1993-1995 | Lucio Tambraico Palomino       |                                           |
| 1991-1993 | José A. Guillén Bautista       |                                           |
| 1990-1991 | Nicanor Laupa Vera             |                                           |
| 1987-1990 | Econ. Artemio Palomino Sánchez | partido Aprista Peruano                   |
| 1984-1986 | Saturnino Ccoñas Ramos         |                                           |
| 1981-1984 | Hernán Aróstegui Serrato       |                                           |
| 1976-1980 | Saturnino Ccoñas Ramos         |                                           |
| 1973-1976 | Adrián Contreras               |                                           |
| 1970-1972 | A. Benigno Villcas             |                                           |
| 1967-1969 | José V. Almanza                |                                           |
| 1964-1966 | Trinidad Peña Pacheco          |                                           |
| 1962-1964 | Teófilo Alvites Gamboa         |                                           |
| 1961-1962 | Alberto Mendoza Grosero        |                                           |
| 1957-1961 | Alejandro Villar Alarcón       |                                           |
| 1956-1957 | David Altamirano R.            |                                           |
| 1955-1956 | Teófilo Mendoza Hurtado        |                                           |
| 1952-1955 | Prof. Miguel G. Hurtado Acuña  |                                           |
| 1951-1952 | Prof. Julio Zamora Carrasco    |                                           |
| 1950-1951 | David Altamirano R.            |                                           |
| 1948-1950 | Arturo Peña Gutiérrez          |                                           |
| 1947-1948 | Mariano Flores                 |                                           |
| 1944-1946 | Periodo de organización        |                                           |

## Festividades
- Septiembre 29: San Miguel.
- Julio 16: Virgen del Carmen.
- Agosto 28 Bailes tradicionales